# اینترانیا، ایتالیا
اینترانیا، ایتالیا (به ایتالیایی: Intragna) یک کومونه در ایتالیا است که در استان وربانو-کوزیو-اوسولا واقع شده‌است.

## خصوصیات
اینترانیا ۹٫۹ کیلومترمربع مساحت و ۱۱۹ نفر جمعیت دارد.